# 2 (siffra)
Siffran 2 (två (fil)) används för att beteckna talet 2 och är en siffra i varje positiv talbas som är 3 eller högre.

Teckenspråkets tecken för siffran 2.
Punktskriften för siffran 2.
Kilskrifttecken för 2 mellan andra siffror.
Signalflagga för siffran 2.
Mayakulturens tecken för siffran 2.
Babyloniska tecknet för siffran 2.
2 ögon på en tärning.